# ماري كارسون بريكينريدغ
ماري كارسون بريكينريدغ (بالإنجليزية: Mary Carson Breckinridge)‏ هي قابلة وممرضة أمريكية، ولدت في 17 فبراير 1881 في ممفيس في الولايات المتحدة، وتوفيت في 16 مايو 1965 في هايدن في الولايات المتحدة.

## الطفولة المبكرة والعائلة
ولدت ماري بريكينريدغ في السابع عشر من فبراير عام 1881 في مدينة ممفيس بولاية تينيسي، وكان ترتيبها الثانية من بين أربعة أطفال لإحدى عائلات الغرب الأمريكي الأثرية، كانت أمها تدعى كاثرين كارسون ووالدها يدعى كليفتون رودس بريكنريدغ. وحيث أنها كانت حفيدة جون س بريكينريدغ، الذي عمل مع الرئيس بوشانان، وابنة عضو الكونغرس الأمريكي عن ولاية اركنساس ووزير الولايات المتحدة بروسيا القيصرية، ماري بريكينريدغ، فقد ترعرعت في العديد من الأماكن من بينها ولايات الميسيسيبي وكنتاكي ونيويورك والاستراحات الحكومية في واشنطن الإتحادية فضلا عن سانت بطرسبرغ بروسيا القيصرية، كما زارت مدارس لويزيانا وسويسرا وستامفورد وكونيتيكت. كان لتلك العلاقات السياسية والعائلية التي أمدتها بخبرات السفر إلى دول عديدة، وإجادة التكلم أمام الجمهور، كان لها أبلغ الأثر في تصميمها على العمل على تحسين حالة الفقراء من سكان ليزلي كاونتي بولاية كنتاكي. وبالرغم من ولادتها في أسرة ثرية، لم تكن مقتنعة بمنح أخيها الأكبر تعليم أفضل جودة منها في مدارس خاصة بينما اكتفى أهلها بتعلميها هي وأختها بالمنزل عن طريق أمهما. رغم أنها لم تتلق تعليما بنفس جودة تعليم أخيها، إلا أنها تلقت تعليما خاصا في واشنطن وسويسرا ومدينة سانت بطرسبرغ بروسيا القيصرية. العديد من أحداث الطفولة هذه أثرت تأثيرا دائما بها، وهو ما جعلها تختار اتجاها يركز على صحة المجتمع المتمركز حول الأسرة ونموذج للرعاية يركز على تغذية الطفل والأم واللقاحات والعناية بما قبل وأثناء وبعد الولادة، ودعم الولادة وفحوصات ما بعد الولادة. في عام 1894 انتقلت مع عائلتها للعيش في روسيا ثم عادت الأسرة جميعها عام 1897. وكانت تبلغ من العمر 14 عاما آنذاك، وأثناء ولادة والدتها حضرها طبيب أسرة وطبيب نساء وقابلة منزلية روسية تدعى مادام كوشنوفا والتي كانت تقود عملية الولادة بينما انتحى الطبيبان جانبا. اختارت أمها إرضاع طفلها بنفسها في الوقت الذي كانت فيه السيدات من الطبقة الثرية يعتمدن على المرضعات في ذلك. ولدت بريكنريدج في مدينة ممفيس بولاية تينيسي أثناء فترة إعادة البناء، وتم إرضاعها بواسطة مرضعة مع إضافات من لبن الماعز. كانت مرضعتها ملونة وكان لديها طفل خاص بها. إلى أن بلغت الثالثة عشرة من عمرها عاشت في واشنطن أثناء الشتاء أما معظم الصيف فقضته في هازلوود في منزل ريفي في نيويورك بصحبة خالتها الكبرى السيدة جيمس ليز. كانت الجدة ليز - كما كان يحلو للجميع مناداتها - قد ولدت في ولاية كنتاكي، وأنفقت جزءا كبيرا من ثروتها على تعليم أطفال الولاية. وكانت ماري قد زارت واحة بليتيشن الواقعة على دلتا نهر الميسيسيبي، موطن أحوالها، وهناك تعلمت امتطاء الخيل، وهو ما ساعدها في عملها لاحقا.
كنتاكي وأنفقت جزءا كبيرا من ثروتها على تعليم أطفال الغرب وبالاخص لاية كنتاكي

## الزواج والأطفال
نشأت ماري في عالم كان فيه دور المرأة محصورا في دور الزوجة والأم، حتى أن والدتها رفضت ذهاب ابنة عم ماري، سوفونيسبا إلى كلية ويلزلي لبدأ مشوارها المهني لأن ذلك كان معناه احتمالية عدم عودتها للعيش في المنزل. وحاولت التوثق من أن ابنتها لن تتبع نفس النهج. في عام 1904 وعندما بلغت الثالثة والعشرين تزوجت ماري من هنري رافنر موريسون من ولاية اركنساس لكنه توفي بعدها بعامين أي عام 1906 بمضاعفات التهاب الزائدة الدودية، ولم يثمر هذا الزواج أطفالا. وفي عام 1912 تزوجت من ريتشارد ريان تومبسون، مواطن من كنتاكي والذي كان يعمل في أركنساس، وقبل انجابها اطفالا، تلقت ماري دروسا في اللغة الفرنسية والنظافة  العامة وهي الدروس التي أهلتها للعمل في فرنسا بعد الحرب. ورزق الزوجان بطفلين، ولدت ابنتهما بولي مبكرا عام 1916 وعاشت لبضع ساعات فقط. أما ابنهما، كليفورد (بريكي) فقد توفي بعد عامين فقط من وفاة أخته. وبتجرعها مرارة وفاة زوج وطفلين، قررت ماري تكريس نفسها لتحسين ظروف صحة ورفاهية الأطفال والعائلات. تركت ماري زواجها الثاني غير السعيد عام  1918، واستعادت اسمها قبل الزواج عام 1920 بعد أن أضحى طلاقها نافذا.

## وصلات خارجية
- ماري كارسون بريكينريدغ على موقع IMDb (الإنجليزية)
- ماري كارسون بريكينريدغ على موقع الموسوعة البريطانية (الإنجليزية)
- ماري كارسون بريكينريدغ على موقع قاعدة بيانات الفيلم (الإنجليزية)